# Кадзі Акіра
Кадзі Акіра (яп. 加地 亮, нар. 13 січня 1980, Хьоґо) — японський футболіст.

## Виступи за збірну
2003 року дебютував в офіційних матчах у складі національної збірної Японії. Відтоді провів у формі головної команди країни 64 матчі.

## Статистика виступів
| Збірна Японії | Збірна Японії | Збірна Японії |
| Роки          | Ігри          | голи          |
| ------------- | ------------- | ------------- |
| 2003          | 1             | 0             |
| 2004          | 20            | 0             |
| 2005          | 14            | 1             |
| 2006          | 14            | 0             |
| 2007          | 11            | 1             |
| 2008          | 4             | 0             |
| Усього        | 64            | 2             |

## Титули і досягнення
- У складі збірної:
  - Чемпіон Азії: 2004
- Клубні:
  - Володар Кубка Імператора: 2008, 2009
  - Володар Суперкубка Японії: 2007
  - Володар Кубка Джей-ліги: 2004, 2007
  - Переможець Ліги чемпіонів АФК: 2008
- Особисті:
  - у символічній збірній Джей-ліги: 2006